# Конфортола, Юрий
Юрий Конфортола (итал. Yuri Confortola ; род. 24 апреля 1986) — итальянский шорт-трекист, серебряный призёр Олимпийских игр 2022 года в смешанной эстафете, шестикратный призёр чемпионата Европы по шорт-треку 2006, 2007, 2008, 2009, 2010 и 2017 года; восьмикратный призёр разных этапов Кубка мира по шорт-треку сезона 2006/2007, 2007/2008, 2008/2009, 2010/2011 и 2015/2016 года. Участник зимних Олимпийских игр 2006, 2010, 2014, 2018 и 2022 года.

## Спортивная карьера
Юрий Конфортола родился в городе Тирано, область Ломбардия, Италия. Начал кататься на коньках, потому что его сестра занималась этим видом спорта. С 1992 года начал специализироваться на шорт-треке. В настоящее время тренируется на базе клуба «Gruppo Sportivo Forestale», Рим. В национальной сборной за его подготовку отвечает канадский специалист — Кенан Гводек (фр. Kenan Gouadec).
Первую медаль на соревнованиях международного уровня Конфортола выиграл на чемпионат Европы по шорт-треку 2006 года, что проходил в польском городе — Крыница-Здруй. 22 января 2006 года эстафете среди мужчин итальянская команда с результатом 6:58.658 финишировали первыми, обогнав соперников из Франции (7:00.346 (+1.68) — 2-е место) и Германии (7:00.427 (+1.76) — 3-е место).
На зимних Олимпийских играх 2018, четвёртых в своей карьере, Юрий Конфортола был заявлен для участия в забеге на 500, 1000 и 1500 м. 10 февраля 2018 года в ледовом зале «Кёнпхо» в квалификационном забеге второй группы на 1500 м среди мужчин он стал участником падения вместе с китайским спортсменом и по решению судей получил пенальти. В итоговом зачёте Конфортола занял 25-е место. 17 февраля 2018 года в ледовом зале «Кёнпхо» с результатом 1:27.712 он финишировал третьим в финале В забега на 1000 м среди мужчин. В итоговом зачёте Конфортола занял 7-е место. 20 февраля 2018 года в ледовом зале «Кёнпхо» с результатом 40.869 он финишировал третьим во второй группе квалификационного забега на 500 м и, таким образом, завершил дальнейшую борьбу за медали. В итоговом зачёте Конфортола занял 21-е место.
На XXIV зимних Олимпийских играх в феврале 2022 года в Пекине, в первый день соревнований 5 февраля 2022 года в составе смешанной эстафетной команды завоевал серебряную олимпийскую медаль.